# Mattan I
Mattan I (ook wel gespeld als Matan of Mittin) was koning van Tyrus van 829 tot 821 v.Chr. Hij was de opvolger van Baäl-Eser II. Mattan was de vader van Pygmalion, die hem ook als koning opvolgde (820-774). 
In de mythologische vertelling in de Aeneis van Vergilius is Pygmalion de zoon van Belus II (en de broer van Dido). Daarom neemt men wel aan dat de Belus van Vergilius gelijkgesteld moet worden met de historische Mattan.